# Повний ульот
«Повний ульот» (рос. Полный улёт, англ. Magic Turn) — комп'ютерна гра в жанрі квесту від першої особи, розроблена та видана російською компанією Nikita у 2000 році для платформи Windows. Є продовженням гри «Шостий вимір», що вийшла у 1998 році.
Гра розповідає про пригоди дівчинки Даші, яку перетворили бджолою, на ім'я Медар'я. Вона мешкає у світі розумних комах, що населяють звичайний будинок. Головна героїня має врятувати свого товариша Василя, якого перетворили на мураху, і повернути обом людську подобу. Ігровий процес передбачає дослідження локацій, спілкування з різними персонажами, розв'язування головоломок та участь у різних подіях із життя комах.
«Повний ульот» отримав переважно позитивні відгуки від російської ігрової преси. Оглядачі відзначали оригінальність концепції, високу деталізацію ігрового світу, велику кількість гумору та посилань на інші твори. Серед недоліків згадували нерівномірне озвучення персонажів, малу кількість музичного супроводу, складність у пошуку завдань і відсутність підказок.

## Ігровий процес
«Повний ульот» — це продовження гри «Шостий вимір», що вийшла у 1998 році від компанії Nikita спільно з командою розробників із Ростова-на-Дону. Головна героїня — бджола Медар'я, яка насправді була людиною, перетвореною на комаху. Вона прокидається в незнайомому будинку, майже нічого не пам'ятаючи зі свого минулого, але невдовзі дізнається, що її товариш, мураха, на ім'я Василь, був викрадений. Гравець має досліджувати величезний будинок, який з погляду комахи перетворюється на цілий великий світ. Упродовж гри Медар'я зустрічає різних персонажів, розв'язує головоломки й бере участь у політичному житті комах. Завдання гравця — знайти друга-мураху Василя, повернути обом людську подобу та покинути будинок..

## Розробка
Ідея гри «Повний ульот» зародилася у 1997 році у Дмитра Тюрева та Михайла Борисенка — розробників із ростовського філіалу компанії Nikita, які прагнули створити «якнайбільше незвичний» проєкт. Спочатку головним героєм мала бути муха, однак згодом її замінили на бджолу як «працьовитішу та кориснішу комаху». Концепція перетворення головної героїні — дівчинки — на комаху належить продюсеру гри Микиті Скрипкину і вже використовувалася у попередній грі студії — «Шостий вимір». «Повний ульот» став розвитком цієї ідеї. Розробники обрали вигляд від першої особи, щоб надати гравцеві максимальну свободу пересування без поділу на окремі локації. На їхню думку, вигляд від третьої особи з постійним «оглядом бджолиної спини» був би менш вдалим. У процесі роботи над грою багато елементів доопрацьовувалося та розширювалося вже на етапі програмування: додали нові сюжетні повороти та пародійні посилання, через що підсумкові масштаби проєкту значно перевершили початкові плани. Обличчя головної героїні — бджоли Медар'ї — було змодельовано за образом Олени Соловйової, офіс-менеджерки компанії Nikita.

## Критика
Гра отримала переважно позитивні відгуки від російської ігрової преси. Оглядачі відзначали оригінальність, високу деталізацію ігрового світу та велику кількість гумору.
На думку Андрія Кузнєцова та Микити Карєєва з журналу «Навігатор ігрового світу», «Повний ульот» вирізняється незвичністю, атмосферністю та ретельним опрацюванням, попри «банальну зав'язку» та сюжет. Вони відзначають, що персонажі гри «надзвичайно колоритні, незабутні та індивідуально виписані», а атмосфера — «цілісна, багатопланова, трохи естетська». Оглядачі також вказали на велику кількість гумористичних відсилань до інших творів, зокрема до «Кондуїта і Швамбранії».
Володимир Горячев з Absolute Games вважав, що озвучення персонажів у грі не завжди вдале і подекуди псує враження. Критик зазначив, що деякі персонажі, як-от Бовтун, Жужков та мураха-байдарочник, озвучені вдало, тоді як голос головної героїні Медар'ї звучить «блідо» і «натягнуто». Озвучення лиходіїв, на думку Горячева, страждає від «перегравання» акторів. Як приклад, він наводить персонажа оси, чий голос, на його думку, не відповідає зовнішності.
На думку критика з MegaGame, «Повний ульот» виявився «надзвичайно милою адвенчурою з гарною порцією гумору та якісно виконаною графікою», попри «дитячий сюжет». Оглядач відзначає оригінальність завдань і реалізацію класичного для квестів правила «ти мені — я тобі», а також хвалить графіку й оформлення інтер'єрів. Водночас у рецензії було вказано на недоліки в озвученні, малу кількість музики, труднощі з пошуком завдань і відсутність підказок. Окремо підкреслено, що діалоги «вкрай малозмістовні».
Ілля Ченцов із «Країни Ігор» у своєму ретроспективному огляді ігор компанії Nikita зазначив, що дилогія «Шостий вимір»/«Повний ульот», попри те, що була створена зовнішньою командою з Ростова-на-Дону, поєднала в собі характерні риси ігор студії: казкові мотиви, політичну пародію, тривимірний симулятор польоту та квестові задачі. За його словами, у першій частині завдання були «доволі своєрідні» через відсутність інвентарю, а в другій з'явилися економічні елементи.
Ченцов також звернув увагу на деякі недоліки ігор, успадковані від суміщених жанрів: малу кількість інтерактивних об'єктів на величезних просторах, складність у пошуку дрібних персонажів, незручне керування польотом. Проте він підкреслив, що обидві гри були «дуже-дуже оригінальними й цікавими», у них було видно «політ фантазії та великий потенціал». Ченцов назвав «Повний ульот» тим проєктом Nikita, для якого він хотів би побачити продовження.
У ретроспективному огляді в журналі Downgrade було зазначено, що для 2000 року графіка була хорошою, з досить деталізованими персонажами, однак оточення зблизька виглядало незграбно поблизу. Оглядач також звернув увагу на недоліки фізики польоту, особливо в тісних місцях, і помітив, що музика звучить лише в ключових сценах, а в інший час гра супроводжується лише фоновими звуками.